# Choong Tan Fook
Choong Tan Fook (* 6. Februar 1976) ist ein Badmintonspieler aus Malaysia. 

## Karriere
Er spielte bei den Olympischen Sommerspielen 2004 im Männerdoppel Badminton mit seinem Partner Lee Wan Wah. Sie hatten ein Freilos in der ersten Runde und bezwangen in der zweiten Runde Pramote Teerawiwatana und Tesana Panvisavas aus Thailand. Im Viertelfinale unterlagen Choong und Lee gegen Lee Dong-soo und Yoo Yong-sung aus Südkorea mit 11:15, 15:11, 15:9.
Zhang Jiewen, die Olympiasiegerin im Damendoppel von 2004 aus der Volksrepublik China, gab im August 2008, nachdem sie aus dem olympischen Badmintonturnier 2008 in Peking im Viertelfinale ausgeschieden war, bekannt, dass sie und Choon Tan Fook heiraten wollen.